# نهر مونو
نهر مونو، هو نهر يقع في شرق توغو في غرب إفريقيا، وينبع بالقرب من حدود بنين، ويتدفق في مسار متعرج بطول حوالي 400 كيلومتر، ويصب في خليج بنين.

## الوصف
يشكل نهر مونو الحدود الدولية بين توغو وبنين، ويستنزف حوضًا مساحته حوالي 20.000 كيلو متر مربع.
أقيم على مصب نهر مونو في خليج بنين عدد من البحيرات والبرك، بما في ذلك بحيرة توغو.
تزرع في حوض النهر المحاصيل الزراعية مثل الذرة والبطاطا والأرز والقطن والكسافا.
أقيم سد نانجبيتو على بعد 160كم من مصب النهر، وهو شراكة بين بنين وتوغو، اكتمل بنائه في عام 1987، وأصبح  مصدر دخل إقتصادي وفير، بالإضافة إلى دعم مشاريع السياحة وصيد الأسماك في البحيرة.
عند مصب النهر، توجد سلاسل من المنحدرات، حيث يصبح سير النهر بطيئًا ويتدفق فوق سهل فيضي من المستنقعات، وبها مساحة كبيرة من الأراضي الرطبة المتجاورة في كل من توغو وبنين، مما يساعد في نمو خصب لمحصول القصب والحشائش والأعشاب، بالإضافة إلى وجود حيوانات خراف البحر والتماسيح وأفراس النهر.